# Euidotea halei
Euidotea halei is een pissebed uit de familie Idoteidae. De wetenschappelijke naam van de soort is voor het eerst geldig gepubliceerd in 1993 door Poore & Lew Ton.